# Коларе (Вељки Кртиш)
Коларе (слч. Koláre) насељено је мјесто са административним статусом сеоске општине (слч. obec) у округу Вељки Кртиш, у Банскобистричком крају, Словачка Република.

## Становништво
| Година:    | 1994. | 2004.   | 2014.    | 2024.   |
| ---------- | ----- | ------- | -------- | ------- |
| Број људи: | 325   | 307     | 262      | 240     |
| Разлика:   |       | -5,53 % | -14,65 % | -8,39 % |

| Година:    | 2023. | 2024.   |
| ---------- | ----- | ------- |
| Број људи: | 241   | 240     |
| Разлика:   |       | -0,41 % |

Према подацима о броју становника из 2011. године насеље је имало 275 становника.